# Jeff Wall
Jeffrey "Jeff" Wall, född 29 september 1946 i Vancouver i Kanada, är en kanadensisk fotograf. Han tilldelades Hasselbladpriset 2002.
Jeff Walls fotografier är oftast noggrant iscensatta, ungefär som en scen i en film, med kontroll över alla detaljer. Bildernas komposition är viktig, och han lånar ofta från kompositioner i klassiskt måleri, till exempel från Édouard Manet. Många av hans bilder är stora (omkring 2x2 meter) genomlysningsbilder (diabilder) placerade i ljuslådor; Wall säger att han fick idén när han reste med buss från Spanien till London och såg reklambilder i ljuslådor på busshållplatserna.
De teman han tar upp är sociala och politiska, till exempel våld, rasism, fattigdom, köns- och klasskonflikter.
En typisk bild av Jeff Wall är Mimic från 1982. Den är en genomlysningsbild, 198x229 cm. I bilden ser man tre personer, ett ungt par och en ung man. De kommer gående på en trottoar i riktning mot kameran. Gatan ser ut att vara en förort i en nordamerikansk stad. Paret, till höger i bilden, är vita medan den ensamme mannen är asiat. Kvinnan bär röda shorts och en vit topp som visar magen bar. Hennes pojkvän bär en jeans-väst, har helskägg och lite yvigt hår. De ger intryck av att vara arbetarklass. Den asiatiske mannen är bättre klädd, han har skjorta med krage; han ger intryck av att mer vara medelklass.
De två männen växlar blickar. Den asiatiske mannen har sitt huvud riktat framåt, men han sneglar vänster på paret. Den vite mannen ser rakt på asiaten, hans högerhand är knuten, utom långfingret som utsträckt pekar mot ögat.